# Франко Кордова
Франко Кордова (італ. Franco Cordova, нар. 21 червня 1944, Форлі) — італійський футболіст, що грав на позиції півзахисника.
Виступав, зокрема, за «Рому» та «Лаціо», а також національну збірну Італії.

## Клубна кар'єра
Народився 21 червня 1944 року в місті Форлі в родині неаполітанців. Вихованець юнацької команди «Флегреа».
У дорослому футболі дебютував 1962 року виступами за команду Серії С «Салернітана», в якій провів один сезон, взявши участь у 6 матчах чемпіонату.
1963 року перейшов у клуб вищого дивізіону «Катанія» і дебютував у Серії А 22 вересня 1963 року у матчі проти «Дженоа». У «Катанії» він грав протягом двох сезонів, але на поле виходив нечасто і в 1965 році він перейшов у «Інтернаціонале». З міланським клубом Кордова став чемпіоном Італії та володарем Міжконтинентального кубка, але зіграв лише в одному матчі Серії А 22 травня 1966 року проти «Наполі». Через це по заверешенні сезону Франко перейшов у «Брешію», де став грати значно частіше.
Влітку 1967 року Кордова перейшов у «Рому» і в середині сезону став основним гравцем команди, а потім і капітаном. Через рік з командою під керівництвом Еленіо Еррери він виграв Кубок Італії, що дозволило йому з клубом у сезоні 1969/70 зіграти в Кубку кубків. На цьому турнірі він дістався до півфіналу, де він та його товариші по команді боролися з польським «Гурник». У першому матчі в Римі була зафіксована нічия 1:1, у другому нічия в Польщі 2:2, а третя гра в Страсбурзі також закінчилась внічию 1:1. Рішення про визначення фіналіста вирішувалось жеребом, який італійський клуб програв. У наступні роки він продовжував грати в першому складі, але «Рома» не досягала великого успіху. Всього відіграв за «вовків» дев'ять сезонів своєї ігрової кар'єри, зігравши 212 матчів і забивши 9 голів у Серії А, а також був капітаном клубу з 1972 по 1976 роки.
У 1976 році Кордова перейшов до вічного місцевого суперника «Лаціо», зустрівши протести тіфозі «Роми». У першому сезоні він зайняв з клубом 5-е місце в Серії А, але у двох наступних місцях «орли» були в середині таблиці.
Сезон 1979/80 Кордова розпочав у «Авелліно», але через корупційний скандал, в результаті якого Кордова отримав дискваліфікацію на 1 рік і 2 місяці, він змушений був закінчити кар'єру у віці 36 років.

## Виступи за збірну
19 квітня 1975 року дебютував в офіційних іграх у складі національної збірної Італії у матчі з Польщею (0:0) на Стадіо Олімпіко в рамках відбору на Євро-1976. Через два тижні він відіграв другий і останній матч у складі, коли італійці перемогли Фінляндію (1:0) у Гельсінкі.
| Дата      | Місто     | Господарі | Результат | Гості  | Турнір            | Голи | Примітки |
| --------- | --------- | --------- | --------- | ------ | ----------------- | ---- | -------- |
| 19-4-1975 | Рим       | Італія    | 0 – 0     | Польща | Відбір до ЧЄ 1976 | -    |          |
| 5-6-1975  | Гельсінкі | Фінляндія | 0 – 1     | Італія | Відбір до ЧЄ 1976 | -    |          |
| Усього    |           | Матчів    | 2         |        | Голів             | 0    |          |

## Титули і досягнення
- Чемпіон Італії (1):

«Інтернаціонале»: 1965–1966
- Володар Кубка Італії (1):

«Рома»: 1968–1969
- Володар Міжконтинентального кубка (1):

«Інтернаціонале»: 1965
- Володар Англо-італійського кубка (1):

«Рома»: 1972

## Особисте життя
У 1970-х років Кордова був одружений з Сімоною Маркіні , акторкою та телеведучою, дочкою Альваро Маркіні, що був президентом «Роми» в час, коли Кордова там виступав. Франко також був одружений з 2001 по 2002 рік з іншою акторкою та телеведучою Марісою Лоуріто.